# زكرياء بوقيرة (طبيب تونسي)
زكرياء بوقيرة (1987 - 17 أفريل 2025) طبيب تونسي وناشط مجتمعي، اشتهر بتخصصه في التخدير والإنعاش ومواقفه الصريحة خلال جائحة كوفيد-19. عُرف بتناوله قضايا الصحة العامة ونقده لإدارة الأزمات الصحية في تونس، مما جعله شخصية بارزة ومثيرة للجدل.

## حياته المبكّرة وتعليمه
وُلد زكرياء بوقيرة عام 1987 في تونس العاصمة، أبوه هو الدكتور الهاشمي بوقيرة (طبيب عام)، وأبدى منذ صغره شغفا بالعلم والنقاش، مما قاده لدراسة الطب في كلية الطب بتونس العاصمة. حصل على شهادته الطبية بامتياز، وتخصص لاحقا في التخدير والإنعاش، وهو مجال يتعامل مع الحالات الحرجة في العناية المركزة وغرف العمليات. خضع لتدريبات مكثفة في مستشفيات عمومية، حيث طوّر مهاراته في التعامل مع الطوارئ.

## مسيرته المهنيّة
عمل بوقيرة كطبيب تخدير وإنعاش، واكتسب خبرة في إدارة الحالات الحرجة. خلال عمله، لاحظ نقص المعدات وسوء توزيع الموارد في المنظومة الصحية التونسية، مما دفعه للحديث علناً عن هذه التحديات. خلال جائحة كوفيد-19، برز كصوت بارز عبر منصات التواصل الاجتماعي، حيث نشر تحذيرات حول خطورة تفشي الفيروس ودعا لفرض حجر صحي شامل، كشف عن نقص الأكسجين والمعدات الطبية في المستشفيات، انتقد إدارة وزارة الصحة، متهما إياها بإخفاء الأرقام الحقيقية وعدم الالتزام بالبروتوكولات الصحية. وتحولت صفحاته على فيسبوك وإنستغرام إلى مصدر معلومات موثوق لآلاف التونسيين، رغم اتهامات البعض له بالمبالغة.

## نشاطه الحقوقي
قبل الثورة التونسية عام 2010، شارك بوقيرة في النقاشات الطلابية داخل الجامعات، مطالبا بالإصلاح وحرية التعبير. بعد الثورة، ازداد نشاطه وأصبح أكثر جرأة في انتقاد السياسات الصحية والاجتماعية. خلال الجائحة، دعا إلى مراجعة السياسة الصحية، وانتقد ما أسماه “الطبقية الصحية” وفساد المسؤولين في القطاع الصحي.

## الصدامات مع السّلطة
بسبب مواقفه الحادة، واجه بوقيرة استدعاءات متكررة من النيابة العمومية، واتُهم بنشر أخبار زائفة، تكدير السلم العام، والتشهير بمؤسسات الدولة. لكنه استمر في نشاطه، معتبرا أن دوره كطبيب يحتم عليه التحدث في أوقات الأزمات.

## وفاته
في 17 أفريل 2025، عُثر على زكريا بوقيرة متوفيا في منزله بمنطقة المرسى في تونس. أكد والده، الهاشمي بوقيرة، الخبر لإذاعة “جوهرة إف إم”. فتحت النيابة العمومية تحقيقا لتحديد أسباب الوفاة، وأثارت وفاته تفاعلا واسعا على مواقع التواصل الاجتماعي.

## إرثه
ساهم بوقيرة في نشر الوعي الصحي، وفضح أوجه التقصير في المنظومة الصحية، ومنح صوتا للمواطنين. يُعتبر رمزا للطبيب الناشط الذي جمع بين العلم والضمير، رغم الجدل حول بعض مواقفه من بعض الأطراف.